# Distrito de Lahore
El Distrito de Lahore es un distrito en la provincia de Punyab, Pakistán, en él se ubica Lahore, capital del distrito y de la provincia de Panyab. Según el censo de 1998, la población del distrito era de 6.318.745 habitantes, de los cuales el 81,17% habitaban zonas urbanas. Es el distrito más avanzado en el Punjab.

## Administración
Lahore está dividido administrativamente en los siguientes tehsils:
Lahore (zona urbana): Integrado totalmente por la ciudad de Lahore, en él se ubica Lollywood, la industria cinematográfica de Pakistán.
Lahore (zona rural).